# إكسيف تول
 إكسيف تول أو ExifTool هو برنامج حر ومفتوح المصدر يُستخدم لقراءة وكتابة ومعالجة بيانات الصور الرقمية والصوتيات والفيديو وملفات PDF البيانات الوصفية. وبالتالي، يُصنف ExifTool كـ محرر الوسوم. يتميز بكونه متعدد المنصات، حيث يتوفر على شكل مكتبة بيرل (Image::ExifTool) وأداة سطر أوامر. يُستخدم ExifTool على نطاق واسع في عمليات التدفق الرقمي ويدعم العديد من أنواع البيانات الوصفية، بما في ذلك صيغة ملف صوري قابل للتبادل، وIPTC، وXMP، وJFIF، وGeoTIFF، وملف تعريف ICC، وبيانات فوتوشوب IRB، وFlashPix، وAFCP وID3، بالإضافة إلى التنسيقات الخاصة بالشركات المصنعة للكاميرات الرقمية. كما يوجد العديد من التطبيقات الأخرى المشابهة لـ ExifTool والمتاحة على متجري التطبيقات (App Store/Play Store)، مما يُتيح استخدامها دون الحاجة إلى نسخة سطح المكتب.

## تغليف المعلومات الوصفية
يُقدم ExifTool تنسيق بيانات وصفية خاصًا به، وهو مفتوح المصدر، ويُستخدم لتغليف المعلومات الوصفية من مصادر متعددة، سواء في شكل ثنائي أو نصي، وإرفاقها بأي نوع من الملفات. يمكن أن يكون هذا التنسيق ملفًا واحدًا يضم البيانات القائمة، أو ملفًا جانبيًا يحمل بيانات وصفية مثل صيغة ملف صوري قابل للتبادل أو XMP.

## الاستخدامات
المواقع والخدمات التي تستخدم ExifTool تشمل:
- Advanced Renamer[5]
- فليكر (لاستخراج البيانات الوصفية من الصور المحملة)[6]
- Hugin[7]
- XnView[8]

## الصيغ المدعومة
يمكن لـ **ExifTool** قراءة، تحرير أو إنشاء ملفات بالصيغة التالية:

### دعم القراءة
| إظهار المحتوى |
| --- |
| - 360 - فيديو GoPro 360 (يعتمد على QuickTime) - 3FR - صيغة Hasselblad الخام (يعتمد على TIFF) - 3G2, 3GP2 - ملفات صوت/فيديو من الجيل الثالث 2 (يعتمد على QuickTime) - 3GP, 3GPP - ملفات صوت/فيديو من الجيل الثالث (يعتمد على QuickTime) - AAC - ملفات صوتية - AI, AIT - ملفات Adobe Illustrator (قالب، PS أو PDF) - AVI - تنسيق Audio Video Interleaved (يعتمد على RIFF) - AVIF - تنسيق صور AV1 (يعتمد على QuickTime) - BMP, DIB - ملفات Windows BitMaP / جهاز مستقل عن البت ماب - CR2, CR3 - ملفات Canon Raw 2 و 3 (يعتمد CR2 على TIFF، و CR3 على QuickTime) - DNG - صيغة Digital Negative (يعتمد على TIFF) - HEIC, HEIF, HIF - تنسيق الصور عالي الكفاءة (يعتمد على QuickTime) - JPEG, JPG, JPE - تنسيق Joint Photographic Experts Group - PNG - تنسيق Portable Network Graphics - TIFF, TIF - تنسيق Tagged Image File Format - WEBP - صورة ويب من Google (يعتمد على RIFF) |

### دعم التحرير
- 360 - فيديو GoPro 360 (يعتمد على QuickTime)
- 3G2, 3GP2 - ملفات صوت/فيديو من الجيل الثالث 2 (يعتمد على QuickTime)
- CR2, CR3 - ملفات Canon Raw 2 و 3
- DNG - صيغة Digital Negative
- JPEG, JPG, JPE - تنسيق Joint Photographic Experts Group
- PNG - تنسيق Portable Network Graphics
- TIFF, TIF - تنسيق Tagged Image File Format
- WEBP - صورة ويب من Google (يعتمد على RIFF)

### دعم الإنشاء
- EXIF - بيانات Exchangeable Image File Format (يعتمد على TIFF)
- XMP - بيانات Extensible Metadata Platform

## البيانات الوصفية المدعومة في JPEG
يمكن لـ **ExifTool** قراءة، تحرير أو إنشاء الأنواع التالية من البيانات الوصفية في صور **JPEG**:
| نوع البيانات الوصفية  | يمكن قراءته؟ | يمكن تحريره؟ | يمكن إنشاؤه؟ | الوصف                                           |
| --------------------- | ------------ | ------------ | ------------ | ----------------------------------------------- |
| APP0 - JFIF           | نعم          | نعم          | نعم          | تنسيق تبادل ملفات JPEG                          |
| APP1 - EXIF           | نعم          | نعم          | نعم          | بيانات EXIF (بما في ذلك ملاحظات الشركة المصنعة) |
| APP1 - XMP            | نعم          | نعم          | نعم          | منصة البيانات الوصفية XMP                       |
| APP2 - ICC            | نعم          | نعم          | نعم          | ملف لون ICC                                     |
| APP13 - Photoshop IRB | نعم          | نعم          | نعم          | بيانات Image Resource Block من Photoshop        |
| COM                   | نعم          | نعم          | نعم          | تعليق JPEG                                      |
| CanonVRD trailer      | نعم          | نعم          | نعم          | بيانات وصفية Canon DPP                          |

## مكتبات البرمجة
يتوفر ExifTool كمكتبة بيرل أصلية تحت اسم Image::ExifTool.
كما يوفر PyExifTool مكتبة بايثون كواجهة للوصول إلى إصدار ExifTool المثبت على النظام.
للمزيد من الموارد البرمجية، يمكن الاطلاع على الصفحة المخصصة على موقع مشروع ExifTool.

## وصلات خارجية
- الموقع الرسمي
 (exiftool.org)
- الموقع الرسمي (sourceforge.net)
- دليل مستخدم ExifTool
- دليل واجهة برمجة تطبيقات Image::ExifTool
- تنسيق ملف MIE – المواصفات
- وسوم MIE – مرجع
- تعليق حول تنسيقات البيانات الوصفية – مقال بقلم Phil Harvey حول قرارات التصميم، نُشر في 15 نوفمبر 2005، وآخر تحديث في 4 فبراير 2020